# Регуэйферос, Энрике
Энри́ке Регуэ́йферос Бла́нко (исп. Enrique Regüeiferos Blanco; 15 июля 1948, Гавана — 20 июня 2002, Сантьяго-де-Куба) — кубинский боксёр лёгкой и полусредней весовых категорий, выступал за сборную Кубы во второй половине 1960-х — первой половине 1970-х годов. Серебряный призёр летних Олимпийских игр в Мехико, двукратный чемпион Панамериканских игр, чемпион Игр Центральной Америки и Карибского бассейна, победитель многих международных турниров и национальных первенств.

## Биография
Энрике Регуэйферос родился 15 июля 1948 года в Гаване. Активно заниматься боксом начал в возрасте восьми лет и уже в 1964 году стал чемпионом Кубы в лёгкой весовой категории (впоследствии повторил это достижение ещё четыре раза). В 1967 году дебютировал на международной арене, выиграв золотую медаль на Панамериканских играх в Виннипеге. Благодаря череде удачных выступлений удостоился права защищать честь страны на летних Олимпийских играх 1968 года в Мехико — сумел дойти здесь до финала полусредней категории, но в решающем матче со счётом 2:3 уступил поляку Ежи Кулею и вынужден был довольствоваться серебром. Таким образом, Регуэйферос стал первым кубинским боксёром, кому удалось выиграть олимпийскую медаль.
В 1970 году в полусреднем весе Регуэйферос завоевал золото на Играх Центральной Америки и Карибского бассейна в Панаме, затем добился золотой награды на Панамериканских играх Кали. Оставаясь в числе лидеров сборной, прошёл квалификацию на Олимпийские игры 1972 года в Мюнхен, однако выбыл из борьбы за медали после первого же своего матча на турнире. Впоследствии продолжал выходить на ринг ещё в течение двух лет, в очередной раз выиграл национальный турнир «Хиральдо Кордова Кардин», после чего в 1974 году принял решение завершить карьеру спортсмена. Всего в любительском боксе провёл 377 боёв, из них проиграл только 17.
Умер 20 июня 2002 года в Сантьяго-де-Куба от продолжительной болезни.